# الخزينة العامة للمملكة المغربية
الخزينة العامة للمملكة (بالفرنسية: Trésorerie Générale du Royaume، وتختصر: TGR) هي هيئة عمومية تابعة لوزارة الاقتصاد والمالية في المغرب، تضطلع بالمهام المحورية في إدارة المالية العمومية للدولة. تعتبر الخزينة بمثابة المحاسب العمومي للمملكة، حيث تتولى تنفيذ العمليات المالية والمحاسبية للدولة والجماعات الترابية، وتلعب دوراً أساسياً في تحصيل الموارد وأداء النفقات العمومية.

## الإطار التاريخي والقانوني
تعتبر الخزينة العامة للمملكة امتداداً للمؤسسات المالية التاريخية التي عرفها المغرب، مثل "بيت المال" و"الخزينة الشريفة". بعد استقلال المغرب عام 1956، أعيد تنظيم الهياكل المالية لتواكب متطلبات الدولة الحديثة، فبرزت الخزينة العامة كهيئة مركزية في المنظومة المالية.
يستند عملها إلى مجموعة من النصوص القانونية والتنظيمية، أهمها المرسوم الملكي المتعلق بنظام المحاسبة العمومية، الذي يحدد مهام ومسؤوليات المحاسبين العموميين، بالإضافة إلى مدونة تحصيل الديون العمومية التي تنظم إجراءات استخلاص موارد الدولة.

## المهام والاختصاصات
تتركز مهام الخزينة العامة للمملكة في أربعة مجالات رئيسية:
تحصيل الديون العمومية: تتولى شبكة المحاسبين التابعين للخزينة استخلاص الضرائب والرسوم والغرامات وكل المداخيل الأخرى المستحقة للدولة والجماعات الترابية، وذلك وفقاً للقوانين الجاري بها العمل.
مسك المحاسبة العمومية: بصفتها المحاسب العام، تتولى الخزينة المركزية تجميع وتسجيل كافة العمليات المحاسبية للدولة والجماعات الترابية. وهي مسؤولة عن إعداد الحساب العام للمملكة سنوياً، والذي يقدم إلى الجهات التشريعية والرقابية كالبرلمان والمجلس الأعلى للحسابات.

### مراقبة وأداء النفقات العمومية
تتولى الخزينة العامة للمملكة مراقبة وأداء النفقات العمومية. وهكذا، تضطلع شبكة الخزينة العامة للمملكة بمراقبة انتظام لالتزامات في جل نفقات الدولة، حيث تقوم عبر شبكة محاسبيها بأداء هذه النفقات. فبالنظر إلى الاقتراحات المتعلقة بالالتزامات وأوامر الدفع الموجهة من قبل الآمرين بالصرف المعتمدين، تتولى مصالح الخزينة العامة للمملكة  تسديد ديون الدولة.
كما تقوم الخزينة العامة من خلال المؤدية الرئيسية للرواتب (PPR)، بمراقبة ومعالجة رواتب ما يقرب من 650.000 موظف.

#### تدبير المالية المحلية
تتولى الخزينة العامة للمملكة عبر شبكة الخازنين و القابضين تدبير ميزانيات 1659 جماعة محلية و 86 مجموعة و 41 مقاطعة. و هي تقوم بتحصيل إيراداتها وأداء نفقاتها ودفع رواتب موظفيها.
كما تضع الخزينة العامة للمملكة خبرتها تحت التصرف عن طريق تقديم المشورة والدعم اللازمين للجماعات المحلية. وتهم هذه المشورة التي هي ذات طبيعة قانونية ومالية، من جملة أمور أخرى، تحديث إجراءات المحاسبة والتحليل المالي وإعداد لوحات القيادة.

#### تدبير ودائع الخزينة
تضطلع الخزينة العامة للمملكة بتدبير ودائع الخزينة، حيث تساهم من خلال هذا النشاط في تمويل خزينة الدولة. وبهذه الصفة، تقوم بتدبير حسابات الشركات والمؤسسات العمومية الملزمة بإيداع أموالها في الخزينة. وتمتد هذه المهمة أيضا لتشمل تدبير ودائع الأشخاص الاعتباريين والذاتيين الآخرين.

## التنظيم الهيكلي
للقيام بمهامها، تعتمد الخزينة العامة على بنية تنظيمية تجمع بين الإدارة المركزية والشبكة الميدانية:
المصالح المركزية: تقع في الرباط، وتضم مديريات متخصصة تشرف على تنسيق وتأطير ومراقبة مختلف الأنشطة، مثل مديرية النفقات العمومية، ومديرية المحاسبة العمومية، ومديرية المالية المحلية.
الشبكة الميدانية: تتكون من الخزينات الجهوية، والخزينات الإقليمية والعمالاتية، والقباضات، التي تنتشر في مختلف أنحاء المملكة لضمان تغطية ترابية شاملة وقرب من المواطنين والإدارات.